# Kiowa Apache jezik
Kiowa Apache jezik (ISO 639-3: apk), gotovo izumrli jezik Kiowa Apache Indijanaca kojim se u suvremeno vrijeme služi svega 18 osoba (1990 popis; svega 3 2007.), od 1 000 etničkih (1977 SIL) pripadnika u okrugu Caddo u zapadnoj Oklahomi. Kiowa Apache pripada južnoj (apačkoj) skupini porodice athapaskan. 
Ostali nazivi za njihov jezik su oklahomski apački (oklahoma apache), po današnjem lokalitetu; plains apache ili ravničarski apački; kiowa-apache; na'isha; llanero; na-isha; apache, kiowa. Naziv na'isha ili na-isha dolazi po imenu kojim nazivaju sami sebe.
Pripadnici etničke grupe danas se služe engleskim.

## Vanjske poveznice
- Ethnologue (14th)[neaktivna poveznica]
- Ethnologue (15th)